# HOP TV
HOP TV株式会社（日語：ホップテレビ株式会社）是台灣最大人造衛星通訊業者「台亞衛星通訊股份有限公司」（Teleport Access Services, Inc.）在日本成立的子公司，成立於2007年7月，註冊資本額為一億日圓，提供通訊衛星電視服務「HOP TV」。
HOP TV在YouTube另有成立「HOP Sports」頻道，負責中華民國排球協會的企業排球聯賽網路平台直播。

## 概述
HOP TV是日本第一家合法提供台灣電視節目的衛星電視經營者，2007年11月26日向總務省登記電氣通信役務利用放送事業者。HOP TV是由台亞衛星通訊的日本子公司「TAS多媒體株式會社」（日語：ティー・エイ・エス・マルチメディア株式会社）與三菱集團成員「宇宙通信株式會社」（日語：宇宙通信株式会社）合作，透過東經144度超鳥C（Superbird-C）人造衛星提供NTSC制式的節目訊號。

## 沿革
- 2007年7月3日，台亞衛星通訊在日本成立子公司「TAS多媒體株式會社」，總部設於東京都港區三田1丁目2番18號「TTD大廈」（TTDビル）3樓。台亞衛星通訊總經理郭育鈞擔任TAS多媒體代表取締役。
- 2007年11月16日，TAS多媒體向總務省登記經營通訊衛星電視放送服務。
- 2007年11月26日，總務省「總情衛第127號函」核准TAS多媒體登記經營衛星電視放送服務，「電氣通信役務利用放送登錄番號」為「衛役第60號」。
- 2007年12月22日，TAS多媒體開始提供通訊衛星電視服務，取名為「HOP TV」。
- 2008年1月，TAS多媒體正式在全日本透過經銷商向家庭及飯店銷售HOP TV；HOP TV初期以華語發音搭配中文字幕提供各節目，服務以華人為主的用戶。當時HOP TV提供公視國際台、民視國際台、中天亞洲台、三立國際台、東風亞洲台等頻道。
- 2008年5月15日，TAS多媒體總部遷移至東京都千代田區神田淡路町1丁目4番3號「HT淡路町大廈」（HT淡路町ビル）7樓。
- 2008年10月9日，TAS多媒體改名為「HOP TV株式会社」（日語：ホップテレビ株式会社）。
- 2009年5月1日，HOP TV實施頻道調整，公視國際台被更換為年代國際台。
- 2010年3月1日，HOP TV實施頻道調整，東風亞洲台被更換為台視國際台。
- 2010年9月1日，HOP TV總部遷移至東京都中央區築地4丁目1番1號「東劇大樓」（東劇ビル）8樓。

## 提供頻道
| 频道号码 | 频道名称       | 所屬組合 |
| 80       | 台視           | 基本頻道 |
| 81       | 民視           | 基本頻道 |
| 82       | 中天亞洲台     | 基本頻道 |
| 83       | 三立國際台     | 基本頻道 |
| 84       | 華視           | 基本頻道 |
| 85       | 中視           | 基本頻道 |
| 86       | 大愛電視       | 免費頻道 |
| 87       | TVBS-Asia      | 免費頻道 |
| 88       | 龍華戲劇       | 基本頻道 |
| 89       | 龍華動畫       | 基本頻道 |
| 90       | 東森亞洲新聞台 | 基本頻道 |
| 91       | 東森亞洲衛視   | 基本頻道 |
| 92       | 東森亞洲幼幼台 | 基本頻道 |
| 93       | TVBS新聞台     | 免費頻道 |
| 94       | 寰宇新聞台     | 免費頻道 |
| 95       | 亞洲旅遊台     | 免費頻道 |
| 96       | 創世電視       | 免費頻道 |

## 外部連結
- HOP Sports （页面存档备份，存于）
- HOP Sports 運動賽事直播網的Facebook專頁